# 前田産業
前田産業株式会社（まえださんぎょう）は、大阪府大阪市港区に本社を置く、業務用小麦粉の製造・販売、倉庫業を行う企業である。1935年（昭和10年）創業。
コーポレート・メッセージは「おいしい、たのしい、みつけた。」。

## 会社概要
夏の風物詩として知られるチューペットや、乳酸菌飲料「ミルトン」の製造元として知られる。特に地元関西では長きに渡りテレビでCMが放送されていたこともあり、知名度は高い。黒酢ドリンクや粉末ドリンクなどの分野にも進出してたが、2014年に飲料水事業から撤退しており、現在は業務用小麦粉等の製造販売・倉庫業をメインとしている。
また販売代理店が三井物産であるため、1980年代から90年代にかけてTBS（関東ローカル）の平日16時台（後に平日10時台に移動）にて放送されていた、三井物産食品グループ各社提供の「三井奥さま劇場」（TBSで放送されていたドラマの再放送枠）にて「ミルトン」や「チューペット」のCMが放送されていた。
以下の企業やブランドとは名称が一部一致するというだけで資本的、人的関連は無い。
- 前田製菓 - 「あたり前田のクラッカー」で知られる。
- 大阪前田製菓 - 「乳ボーロ」で知られる。
- 前田製菓 - 「メジャー松井秀喜サブレ」（旧「ゴジラ松井サブレ」）で有名。
- ミルトン - 消毒液のブランド。

## 主な製品
- ミルトン - 日本初の果汁入殺菌乳酸菌飲料。2014年の飲料水事業撤退により製造・販売終了。
- チューペット（登録商標） - 2009年5月にカビが発生する可能性があるとして自主回収・製造中止[1][2]、8月には「再開のめどが立たない」として生産・販売を終了した[2][3]。
- 粉末ドリンク - 製造終了
- 業務用ミックス粉 - バッター粉（フライやカツなどの下地液のもと。フリッターにも使える。）、焼きまんじゅう用、クレープ用、ドーナツ用、たい焼き用などがある。
- 業務用小麦粉 - パン用、菓子用、中華麺用、麺用、国内産小麦粉などを製造し各用途とも多種の種類がある。

## 沿革
- 1935年 - 前会長の前田景治が個人創業[4]
- 1947年 - 前田食品工業株式会社に組織変更[4]
- 1957年 - 果汁入殺菌乳酸菌飲料「ミルトン」を発売[4]
- 1959年 - 前田産業株式会社に商号変更[4]
- 1967年 - ミルトン大阪工場（八尾市）竣工[4]
- 1976年 - 「チューペット」発売
- 1978年 - 三井物産食品グループに加入。
- 1997年 - 創立50周年を迎える[4]
- 2009年 - 「チューペット」の生産・販売を終了[2]
- 2013年 - 資本金4億4,500万円に増資[4]
- 2014年 - 飲料水事業から撤退に伴いミルトン大阪工場閉鎖、資本金を4,450万円に減資[4]